# Islas Kneiss
Las islas Kneiss (en árabe: أرخبيل الكنائس‎) es un archipiélago de pequeñas islas en el golfo de Gabès, situado a pocos kilómetros mar adentro del país africano de Túnez, a unos 50 km al sur de la ciudad portuaria de Sfax. 
Ahora constituye una reserva natural a través de una vasta extensión de marismas (14.500 ha) y aguas poco profundas. Se trata de un hábitat importante de observación de aves y ha sido declarado Sitio Ramsar el 7 de noviembre de 2007 (n.º 2.012).
La principal isla Bessila tiene 650 hectáreas.